# Saint-Germain-sur-Vienne

Saint-Germain-sur-Vienne este o comună în departamentul Indre-et-Loire, Franța. În 1 ianuarie 2022 avea o populație de 358 de locuitori.